# Marco Hahnfeld
Marco André Hahnfeld (* 1988 in West-Berlin) ist ein deutscher Politiker (CDU). Seit Mai 2025 ist er Mitglied des Abgeordnetenhauses von Berlin.

## Leben
Hahnfeld legte das Abitur am Beethoven-Gymnasium in Berlin-Lankwitz ab. Er leistete Wehrdienst und absolvierte anschließend eine Ausbildung zum Reserveoffizier der Bundeswehr an der Offizierschule der Luftwaffe. Er studierte Rechts- und Politikwissenschaften an der FU Berlin und der Universität Potsdam. Er schloss das Studium mit dem Bachelor of Arts in Politik und Verwaltung ab. Nach seinem Studium war er zunächst in der Abteilung Politik im Bundesministerium der Verteidigung tätig. Später war er Fachgebietsleiter Europäische Sicherheits- und Verteidigungspolitik des Wirtschaftsrats der CDU und Geschäftsführer des Landesverbands Berlin-Brandenburg des Wirtschaftsrats.

## Politik
Hahnfeld ist seit 2005 Mitglied der CDU.
Hahnfeld kandidierte bei der Wahl zum Abgeordnetenhaus von Berlin 2021 und der Wiederholungswahl 2023 auf Platz 9 der CDU-Bezirksliste im Bezirk Steglitz-Zehlendorf. Er verpasste jeweils zunächst den Einzug ins Abgeordnetenhaus. Am 2. Mai 2025 rückte er über die Bezirksliste für Adrian Grasse ins Abgeordnetenhaus nach.

## Mitgliedschaften
Hahnfeld ist Mitglied des Verbands der Reservisten der Deutschen Bundeswehr, des Reichsbanners Schwarz-Rot-Gold und des Unionhilfswerks.